# 制限点

細胞周期の段階。R点は間期のG_{1}期に位置する。

制限点（せいげんてん、英: restriction point）またはR点は、細胞周期のG1期に位置する細胞周期チェックポイントである。細胞が細胞周期の進行に従事するようになる時点であり、これ以降は増殖の刺激のために細胞外のシグナルは不要となる。酵母ではStartとも呼ばれる。R点はしばしばG1/S期チェックポイント（G1/S checkpoint）と同一視されるが、両者が同一ものであるのか2つの異なるポイントが存在するのかに関しては議論がある。R点の生化学的特徴はG1/S期およびS期サイクリン-CDK複合体の活性化であり、この複合体はDNA複製や中心体複製、その他細胞周期の初期のイベントを開始するタンパク質をリン酸化する。

## 歴史
ハワード・マーティン・テミンは、ニワトリの細胞がDNA複製に従事する時点に到達すると、細胞外のシグナルに依存しなくなることを示した。約20年後の1973年、アーサー・パーディーは細胞外のシグナルに依存しなくなる単一の時点がG1期に存在することを実証した。それまで、G1期は単に有糸分裂とS期の間の期間として定義されており、細胞がG1期内のどの時点に位置しているかを示す分子的、形態的なマーカーは知られていなかった。パーディーは細胞を特定の細胞周期阻害条件（重要なアミノ酸の除去や血清の除去など）から他の阻害条件に移行させることで、各阻害要因がS期への進行を阻止する効率を比較した。その結果、いずれの要因もS期への移行を阻止する効率が同じであることが示された。このことはこれらの要因がすべてG1期の同じ時点で作用していることを示唆しており、彼はその時点を制限点（restriction point）またはR点（R-point）と命名した。
1985年、ZetterbergとLarssonは、細胞周期のすべての段階で、血清の除去によってタンパク質合成が阻害されることを発見した。そして有糸分裂後の細胞（すなわちG1期初期の細胞）のみが血清の除去によって静止期（G0期）に移行した。またZetterbergは、細胞周期の長さのばらつきのほとんどすべてに関して、R点からS期に移行するまでの時間で説明できることを発見した。

## 細胞外シグナル
初期胚発生を除いて、多細胞生物の大部分の細胞はG0期と呼ばれる静止状態にあり、増殖は行われず、一般的には終末分化した状態にある。そして成体でも分裂を継続するのは、他の特殊化した細胞である。どちらの細胞集団においても、細胞周期を出て静止状態（G0期）へ移行するか、G1期に再移行するかの決定が行われる。
細胞周期の進行または再移行の決定はS期より前のG1期のR点と呼ばれる場所で行われ、細胞外から促進性や抑制性のシグナルを受け取り、処理することで決定される。R点以前の細胞は、G1期の最初の3つのサブフェーズ（competence、 G1a（entry）、G1b（progression ）などと呼ばれる）の進行のために、こうしたの細胞外の刺激因子を必要とする。しかし、G1b期のR点を通過すると細胞外のシグナルはもはや必要なくなり、細胞は不可逆的にDNA複製の準備に従事し、これ以降の進行は細胞内の機構によって調節されるようになる。細胞がR点に到達する前に刺激因子を除去すると、細胞は静止状態へ戻ることがある。刺激因子の再添加などにより、細胞が細胞周期に復帰し、R点を通過してS期に入るためには、約8時間の移行期間が必要となる。

### 分裂促進シグナル伝達
成長因子（PDGF、FGF、EGFなど）は、細胞周期への移行とR点への進行を調節する。このスイッチ的な「回帰不能点」を通過した後は、細胞周期の完了は分裂促進因子の存在に依存しなくなる。持続的な分裂促進因子シグナルは、主にG1期サイクリン（サイクリンD）とCDK4/6との組み立てを調節することで細胞周期への移行を促進するが、その作用はMAPK経路とPI3K経路の双方を介して行われている可能性がある。

### MAPKシグナル伝達カスケード
細胞外の成長因子が対応する受容体型チロシンキナーゼ（RTK）に結合すると、RTKのコンフォメーション変化が開始され、二量体化とチロシン残基の自己リン酸化が促進される。リン酸化されたチロシン残基はSH2ドメインを含むタンパク質（Grb2など）のドッキングを促進し、その後これらは他のシグナル伝達タンパク質を細胞膜へリクルートし、シグナル伝達キナーゼカスケードを開始する。RTKに結合したGrb2はSosを結合する。Sosはグアニンヌクレオチド交換因子であり、膜結合型のRasを活性型へ変換する（Ras-GDP {\displaystyle \longrightarrow } Ras-GTP）。活性型RasはMAPキナーゼカスケードを活性化する。RasはRafを結合して活性化し、RafはMEKをリン酸化して活性化し、MEKはERK（MAPKとしても知られる）をリン酸化して活性化する（MAPK/ERK経路も参照）。
活性型ERKは核へ移行し、そこで転写因子である血清応答因子（SRF）などの複数の標的を活性化し、最初期遺伝子、特に転写因子FosやMycなどの発現を引き起こす。Fos/Jun二量体は転写因子複合体AP-1を構成し、主要なG1期サイクリンであるサイクリンD1など遅れて応答する遺伝子群の活性化を担う。また、Mycは増殖や成長を促進するさまざまな遺伝子の発現を調節し、サイクリンD2やCDK4の誘導の一部も担う。さらに、持続的なERK活性はCDK2のリン酸化と核局在に重要なようであり、R点の通過のさらなるサポートを行う。

### PI3K経路によるシグナル伝達
他のSH2ドメイン含有タンパク質p85は活性化されたRTKに結合してPI3Kをリクルートし、PI3Kはリン脂質PIP2をPIP3へリン酸化しAktのリクルートを行う。Aktは増殖や生存の促進機能に加えて、GSK3βを阻害してGSK3βを介したリン酸化とその後のサイクリンD1の分解を防ぐ。さらに、AktはmTORを介したサイクリンD1の翻訳の促進、CDK阻害因子（CKI）であるp27Kip1とp21Cip1のリン酸化（それぞれ核移行の阻害と安定性の低下を引き起こす）、p27の発現を調節する転写因子FOXO4のリン酸化による不活性化によってG1/S期の移行を調節する。こうしたサイクリンD1の安定化とCKIの不安定化はG1期、G1/S期サイクリン-CDKの活性を補助する。

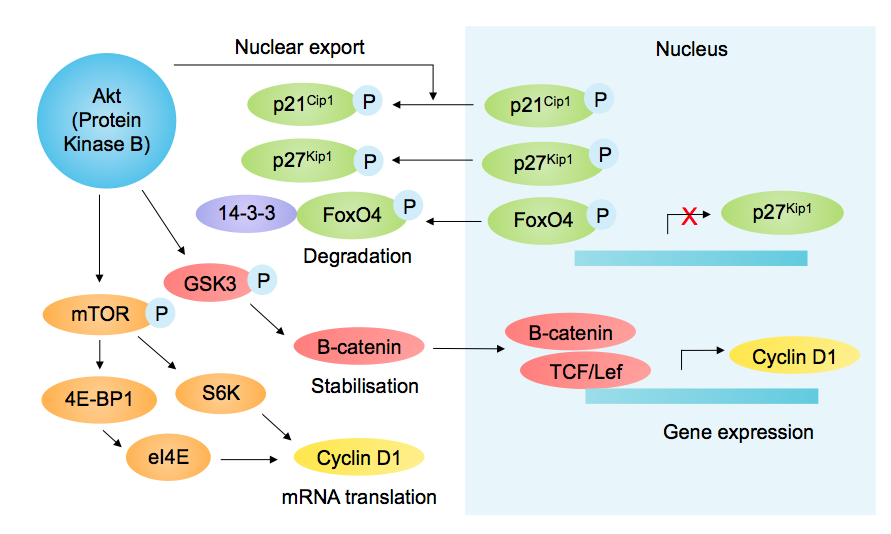
Aktシグナルはサイクリン/CDKの活性を促進する。

### 抗増殖促進シグナル伝達
サイトカインTGF-βなどの抗増殖因子はR点の通過を阻害し、G1期での停止を引き起こす。TGF-βシグナルはSmadを活性化し、SmadはE2F4/5と複合体を形成してMycの発現を抑制するとともに、Miz1と結合してCKIのp15INK4bの発現を活性化してサイクリンD/CDK複合体の形成と活性を阻害する。TGF-βによって細胞周期が停止した細胞では、p27Kip1とp21Cip1も蓄積している。

## 機構

### 概要
上述したように、細胞外の成長因子からのシグナルは古典的手法で伝達される。成長因子は細胞表面の受容体に結合し、さまざまなリン酸化カスケードによってCa2+の取り込みとタンパク質のリン酸化が引き起こされる。タンパク質のリン酸化レベルは、ホスファターゼとの平衡となっている。そして最終的に、特定の標的遺伝子の転写活性化が生じる。細胞外シグナルは持続的である必要があり、細胞は迅速なタンパク質合成を支えるために十分な栄養供給を受ける必要がある。また、サイクリンDの蓄積も必要不可欠である。
サイクリンDに結合したCDK4やCDK6はCDK活性化キナーゼによって活性化され、細胞をR点へ駆動する。一方で、サイクリンのターンオーバー率は高い（t1/2<25 min）。この迅速なターンオーバーのため細胞は分裂促進シグナルのレベルに対してきわめて敏感であり、こうしたシグナルはサイクリンDの産生を促進するだけでなく、細胞内のサイクリンDの安定化も助ける。サイクリンDはこのようにして分裂促進シグナルのセンサーとして機能する。一方、INK4タンパク質やp21などのCKIは不適切なサイクリン/CDK活性を防ぐ役割を果たす。
活性型のサイクリンD/CDK複合体は核内でRbタンパク質（pRb）をリン酸化する。リン酸化されていないpRbは、E2Fを介した転写を妨げることでG1期の阻害因子として作用する。pRbがリン酸化されると、E2FはサイクリンEやサイクリンAの転写を活性化する。そして活性型のサイクリンE/CDKが蓄積を開始し、pRbのリン酸化を完了させる。

### CDK阻害因子とサイクリンD/CDK複合体活性の調節
p27とp21はG1/S期、S期サイクリン/CDK複合体の化学量論的阻害因子である。p21のレベルは細胞周期への移行時に上昇するのに対し、p27は一般的に細胞がG1期の終盤へ進行するにつれて不活性化される。高い細胞密度や分裂促進因子の枯渇、そしてTGF-βは、p27の蓄積と細胞周期の停止を引き起こす。同様に、DNA損傷や他のストレスはp21のレベルを増加させ、一方、分裂促進因子によって刺激されたERK2やAktの活性はp21を不活性化させるリン酸化を引き起こす。
p27の過剰発現による初期の研究では、in vitroと特定の細胞種において、p27はサイクリンD-CDK4/6複合体とサイクリンE/A-CDK2複合体に結合して阻害を行うことが示唆された。しかし速度論的研究からは、p21とp27はサイクリンD/CDK複合体の組み立てを促進し、複合体の総活性と核局在を増加させることが示された。その後の研究から、p27-/-p21-/-マウス胎児線維芽細胞ではサイクリンD/CDK4複合体の形成が低下しており、p27の再発現によってレスキューされることが示され、p27がサイクリンD/CDK複合体の形成に必要である可能性が示された。
さらに、p27はサイクリンD-CDK4/6複合体に結合したまま、チロシン残基のリン酸化によって阻害型と非阻害型の切り替えが行われることが示唆され、p27によるサイクリン/CDK複合体の組み立てと活性の双方の調節機構に関するモデルが示された。また、p27のサイクリンD-CDK4/6への結合は、サイクリンE/CDK2複合体の不活性化に用いられるp27のプールを小さくすることで、さらに細胞周期の進行を促進している可能性がある。G1期終盤のサイクリンE/CDK2の活性（とS期序盤のサイクリンA/CDK2の活性）の増加はp21とp27のリン酸化を引き起こし、核外搬出、ユビキチン化、そして分解を促進する。

## ダイナミクス
R点にはE2Fによるヒステリティックな双安定スイッチが存在していることが示されている。E2Fは自身の活性化を促進するとともに自身の阻害因子であるpRbの阻害も促進し、双安定系の確立に重要な2つのフィードバックループを形成する。この研究ではE2Fプロモーターの制御下に置かれた不安定化GFPを利用してE2F活性の読み出しが行われ、血清飢餓細胞をさまざまな血清濃度で刺激することでGFPの読み出しが一細胞レベルで記録された。その結果、解析されたさまざまな血清濃度においてGFPレポーターはオンかオフかのいずれかの状態であり、完全に活性化されているか不活性化されているかのいずれかであることが示された。さらに、このE2F系の履歴依存性を分析した実験では、E2F系ががヒステリティックな双安定スイッチとして動作していることが確認された。

## がん
R点の正常な機能が破壊されると、細胞は継続的にそして不適切に細胞周期へ再移行し、G0期へ移行しなくなるため、がんが生じる可能性がある。R点に向かう経路の多くの段階で変異が生じると、細胞のがん化が引き起こされる。がんで最も一般的に変異が生じている遺伝子には、CDKとCKIの遺伝子が含まれる。CDKの過剰な活性化やCKIの活性低下はR点の厳密性を低下させ、より多くの細胞が老化を回避できるようになる。
R点は、新しい薬物療法の開発において重要である。正常な生理状態では、すべての細胞の増殖はR点によって調節されている。このことは、非がん細胞を化学療法による治療から守る方法として利用することができる。化学療法薬は通常、急速に増殖している細胞を攻撃するため、成長因子受容体阻害剤などのR点の完了を阻害する薬剤を用いることで正常な細胞の増殖を防ぎ、化学療法からの保護を行うことができる。